# Arne (Böotien)
Arne (altgriechisch Ἄρνη) ist der Name einer im Schiffskatalog der Ilias Homers erwähnten antiken Stadt in der griechischen Landschaft Böotien. Die genaue Lage ist bis heute ungeklärt, vorgeschlagene Identifizierungen mit bekannten Orten sind strittig.
Gemäß der nachhomerischen Gründungssage wurde die Stadt durch Arne, der Tochter des Aiolos, gegründet, nachdem sie aus Metapont fliehen musste. Homer erwähnt Arne nur kurz als eine der Städte der Böotier, die in den troianischen Krieg zogen. Das Epitheton πολυστάφυλον (= traubenreich, reich an Weinreben) ist wahrscheinlich unspezifisch.
In späterer Zeit geriet Arne in Vergessenheit, so dass es bereits in der Antike verschiedene Vermutungen zur Lokalisierung der Stadt und bezüglich ihres Namens gab. Strabon gibt vier verschiedene Theorien wieder: 1. Arne sei mit Akraiphia (beim heutigen Akrefnio) identisch, 2. es sei im Kopaïs-See versunken, 3. Zenodot habe den Namen in Askre modifiziert, jedoch würde diese Gleichsetzung den Aussagen von Hesiod und Eudoxos über  Askre widersprechen, zu denen πολυστάφυλον  nicht passe. 4. Eine textliche Korrektur zu „Tarne“ schließt Strabon ebenfalls aus, da kein Ort mit dem Namen nachweisbar sei. Pausanias und Stephanos von Byzanz identifizierten Arne mit Chaironeia.
Nachdem bereits der Altphilologe Ulrich von Wilamowitz-Moellendorff 1891 erstmals eine solche Identifizierung stark in Betracht zog, vertrat vor allem der Archäologe Ferdinand Noack ab 1893 die Theorie, dass Arne der antike Name für die mykenische Siedlung Gla ist, deren Überreste noch vor den ersten Ausgrabungen teilweise sichtbar waren und von Noack vermessen und gezeichnet wurden. Dieser Theorie widersprach u. a. der Archäologe André de Ridder, der Gla ab 1893 ausgrub, da die Befunde nicht auf eine normale Wohnsiedlung, sondern eher auf eine Festung zum Schutz des Kopaïs-Sees hinwiesen, was auch das Ergebnis späterer Forschungen war, so dass sich Noacks Theorie in der Forschung nicht durchsetzen konnte. 1988 identifizierte John M. Fossey Arne mit Magoula Balomenou, einem archäologischen Fundort nahe Chaironeia, an dem Funde aus neolithischer bis mykenischer und danach erst wieder aus römischer Zeit zu Tage traten. Diese Lokalisierung ist nach Meinung von Edzard Visser allerdings „extrem voraussetzungsreich“.